# Micrathyria caerulistyla
Micrathyria caerulistyla là loài chuồn chuồn trong họ Libellulidae. Loài này được Donnelly miêu tả khoa học đầu tiên năm 1992.